# Balsall Heath
Balsall Heath är en stadsdel i Birmingham, i distriktet Birmingham, i grevskapet West Midlands, i England. Balsall Heath var en civil parish från 1894 till 1912 då den blev en del av Birmingham. Civil parish hade 39 884 invånare år 1911.